# تعدد الوظائف في الزراعة

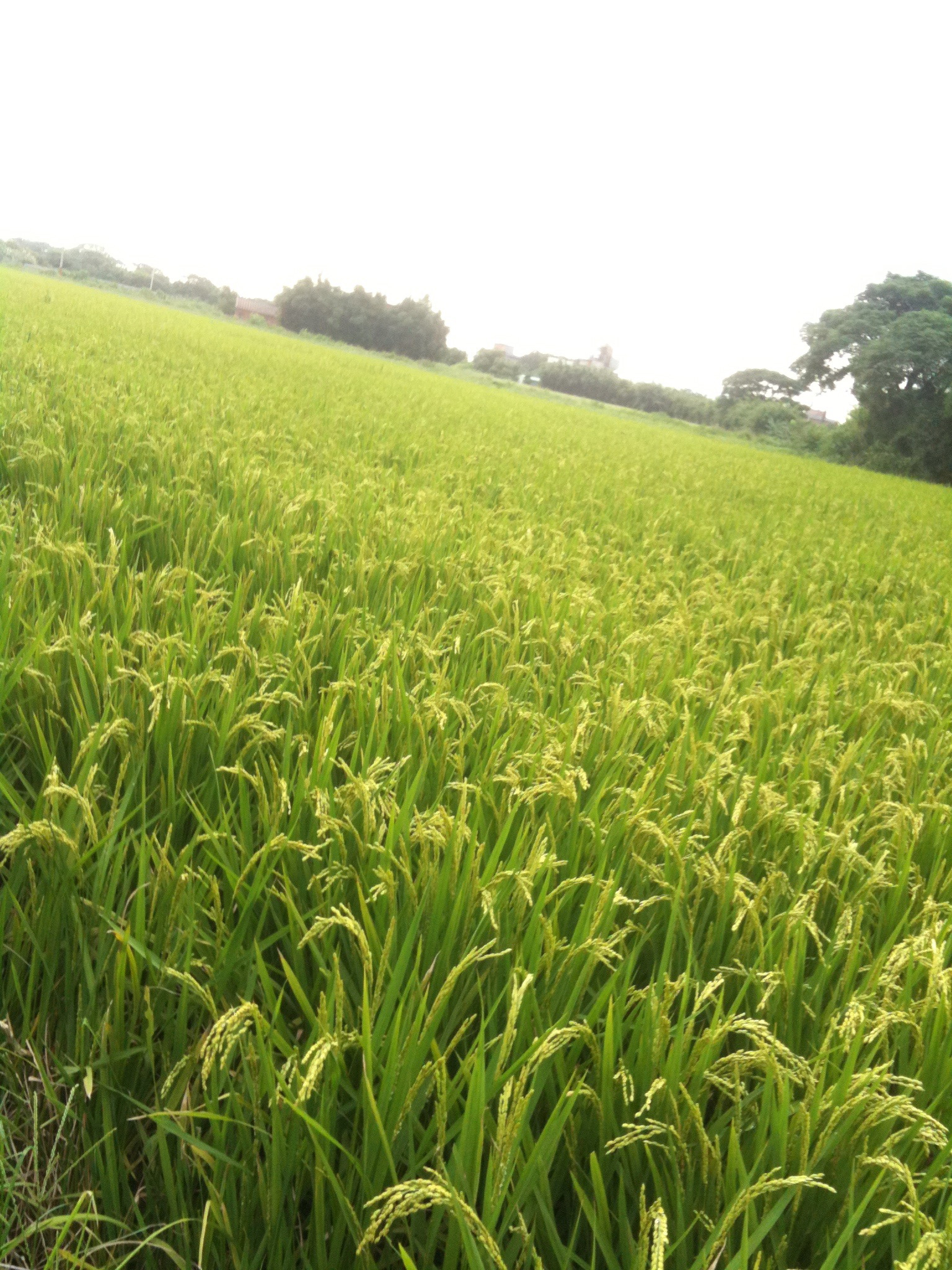

تعدد الوظائف في الزراعة (في كثير من الأحيان وبشكل مبسط يشير مصطلح  تعدد الوظائف) إلى الفوائد العديدة التي يمكن أن توفرها السياسات الزراعية لبلد أو منطقة. وبصفة عامة، يشير مصطلح تعدد الوظائف إلى فوائد الزراعة غير التجارية، وهي فوائد أخرى مغايرة عن التجارة وإنتاج المواد الغذائية. وتشمل هذه الفوائد، طبقًا لتعريف منظمة التجارة العالمية لتعدد الوظائف، حماية البيئة، والحفاظ على المناظر الطبيعية، والعمالة الريفية، والأمن الغذائي. ويمكن تصنيفها على نطاق واسع كفوائد للمجتمع، والثقافة، والاقتصاد الوطني ككل، والأمن القومي، وغيرها من الاهتمامات. على سبيل المثال، بالإضافة إلى توفير المواد الغذائية والمنتجات المشتقة من النباتات للسكان، يمكن أيضًا أن توفر الزراعة فرص عمل لسكان الريف، والإسهام في حيوية المنطقة، وتحقيق إمدادات غذائية أكثر استقرارًا، وتقديم نواتج بيئية وريفية أخرى مطلوبة.

## تعدد الوظائف والسياسات الزراعية
تعد العوامل الخارجية العديدة المرتبطة بالزراعة، سواءً أكانت إيجابيةً أو سلبيةً، اعتبارات هامة لصانعي السياسات. وفي بعض الأحيان ينتج عن الممارسات الزراعية الحالية والأسواق الكثير من التأثيرات غير المرغوب فيها أو يكون تأثيرها المرغوب غير كاف. ومن الممكن أن تتدخل الحكومات لتصحيح إخفاقات السوق عن طريق سياسات ترمي إلى تشجيع ممارسة معينة أو تثبيطها. ومع ذلك، قد تحمل السياسات الفردية عواقب سلبيةً للسياسات والبلدان الأخرى. ولذلك مثل هذه السياسات تعتبر الموضوع الرئيسي للمناقشة في المجتمع الدولي.
إن إزالة السياسات الوقائية في الزراعة إحدى الخطوات التي قد يتحتم على بلد اتخاذها لتعظيم العوامل الخارجية الإيجابية، والحد من الآثار السلبية، وضمان توافق خليط النواتج المستمدة من الزراعة مع احتياجات المجتمع. ومع ذلك، في كثير من الأحيان تكون إزالة الدعم الزراعي مدعاةً للذعر بين المسؤولين الحكوميين، الذين قد يتوقعون خسارة بعض العوامل الخارجية الإيجابية للسياسات المعمول بها بالفعل. وفي الوقت نفسه، قد يخشى المسؤولون من تنفيذ تدابير حماية السوق الجديدة في البلدان الأخرى التي تحاول تعزيز إنتاج هذه النواتج الزراعية. في مثل هذه الحالات، يوصي المدافعون عن التجارة الحرة، مثل (OECD) بأن تحد البلدان قدر الإمكان من تدابير الحماية الزراعية وتشكيل سياسات تستهدف على وجه التحديد إنتاج مخرجات إيجابية غير سلعية.
ولمساعدة البلدان في صياغة سياساتها الزراعية، أنشأت (OECD) إطارًا لتحليل مخرجات الأنشطة الزراعية غير السلعية. عند تحليل تعدد الوظائف في الزراعة والسياسات الملائمة للتنفيذ، فهناك العديد من المفاهيم التي تحتاج إلى النظر فيها. العنصر الأول من هذه المفاهيم هو التشارك، أو مدى ارتباط المنتجات الزراعية المقصودة والمخرجات العرضية غير السلعية للنشاط الزراعي. إنتاج بعض المخرجات غير السلعية قد يكون جزءًا لا يتجزأ من المخرجات الزراعية السلعية في حين أنه يمكن إنتاج مخرجات أخرى بشكل مستقل عن النشاط الزراعي. ويكمن الهدف في فصل السلع الزراعية والمخرجات غير السلعية قدر الإمكان. القضية التالية التي يتعين معالجتها هي ما إذا كان إنتاج أو عدم إنتاج المخرجات غير السلعية يشكل إخفاقًا سوقيًا أم لا. إذا لم يكن هناك إخفاق في السوق، فليست هناك حاجة لتبني سياسة معينة لتصحيح ذلك الأمر. وأخيرًا ينبغي على صانعي السياسات دراسة خصائص المخرجات طالما أنه قد يكون بها درجة من الإخفاق السوقي وتشارك مرتبط به. بعد النظر في المسألة من وجهات النظر الثلاث، قد يجد صانعو السياسات طرقًا غير حكومية لمعالجة التعامل مع المخرجات غير السلعية أو إجراء تغييرات في سياساتهم الزراعية.

## القرارات التجارية التي اتخذتها منظمة التعاون والتنمية الاقتصادية
خلال مناقشات التجارة الزراعية في منظمة التعاون والتنمية الاقتصادية، زعم الاتحاد الأوروبي واليابان، من بين دول أخرى، بأن تعدد الوظائف يبرر استمرار الحماية والدعم للزراعة. وزعمت الولايات المتحدة ومجموعة كيرنز بأن دعم تعدد الوظائف ينبغي أن يكون محددًا، وهادفًا، ويُقدم بطريقة غير مخلة بالتجارة.

## وصلات خارجية
- Multifuntionality: OECD Department for Trade and Agriculture
- WTO Glossary - Multifunctionality